# 圣埃利 (热尔省)
圣埃利（法語：Saint-Élix）是法国热尔省的一个市镇，属于欧什区（Auch）隆贝县（Lombez）。该市镇总面积8.17平方公里，2009年时的人口为193人。

## 人口
圣埃利人口变化图示